# Леонтьева, Галина Константиновна
Галина Константиновна Леонтьева (4 ноября 1930 — 16 октября 1995) — советский и российский искусствовед, автор ряда книг по истории русского и советского искусства, кандидат искусствоведения.

## Биография
Галина Леонтьева родилась 4 ноября 1930 года. В 1948 году поступила в Институт живописи, скульптуры и архитектуры имени И. Е. Репина (ИнЖСА), который окончила с отличием в 1953 году, получив диплом искусствоведа. Тема дипломной работы — «Портретное творчество А. М. Герасимова» (научный руководитель — Авраам Каганович).
В 1960 году Галина Леонтьева защитила кандидатскую диссертацию по теме «Творчество П. А. Федотова и русское искусство 50-х — 60-х годов XIX века» и получила учёную степень кандидата искусствоведения. Диссертация была защищена в Научно-исследовательском институте теории и истории изобразительных искусств Академии художеств СССР. Была членом Санкт-Петербургского (ранее Ленинградского) Союза художников (секция искусствоведения).
Галина Леонтьева написала ряд монографий, посвящённых истории русского и советского искусства XIX—XX веков, а также творчеству художников Карла Брюллова, Алексея Венецианова, Павла Федотова, Аркадия Пластова, Юрия Непринцева, Александры Якобсон, Леонида Кабачека, Игоря Обросова и других. Отдельные публикации Леонтьевой посвящены известным полотнам русских живописцев XIX века — «Последний день Помпеи» Карла Брюллова и «Сватовство майора» Павла Федотова.
Скончалась 16 октября 1995 года.

## Сочинения Г. К. Леонтьевой
- Юрий Михайлович Непринцев. — Москва, Советский художник, 1954 (автор вступительной статьи)
- Павел Андреевич Федотов. — Москва, Издательство Академии художеств СССР, 1961
- Павел Андреевич Федотов. Основные проблемы творчества. — Москва, Искусство, 1962
- Леонид Васильевич Кабачек. — Ленинград, Художник РСФСР, 1963
- Дорогой поиска. — Москва—Ленинград, Искусство, 1965
- Аркадий Александрович Пластов. — Ленинград, Художник РСФСР, 1966
- Питомцы муз. Книга о русских зодчих, ваятелях и живописцах первой половины XIX в. - Ленинград, Искусство, 1968
- Игорь Обросов. — Ленинград, Художник РСФСР, 1974
- Алексей Гаврилович Венецианов. — Ленинград, Художник РСФСР, 1980
- Карл Брюллов. — Ленинград, Искусство, 1976 (2-е издание — 1983)
- Картина П. А. Федотова «Сватовство майора». — Ленинград, Художник РСФСР, 1985
- Картина К. П. Брюллова «Последний день Помпеи». — Ленинград, Художник РСФСР, 1985
- Алексей Гаврилович Венецианов. — Ленинград, Искусство, 1988
- Александра Николаевна Якобсон. — Ленинград, Художник РСФСР, 1988
- Карл Павлович Брюллов. — Ленинград, Художник РСФСР, 1991
- Карл Брюллов. — Москва, Терра, 1997